# Jason McHugh

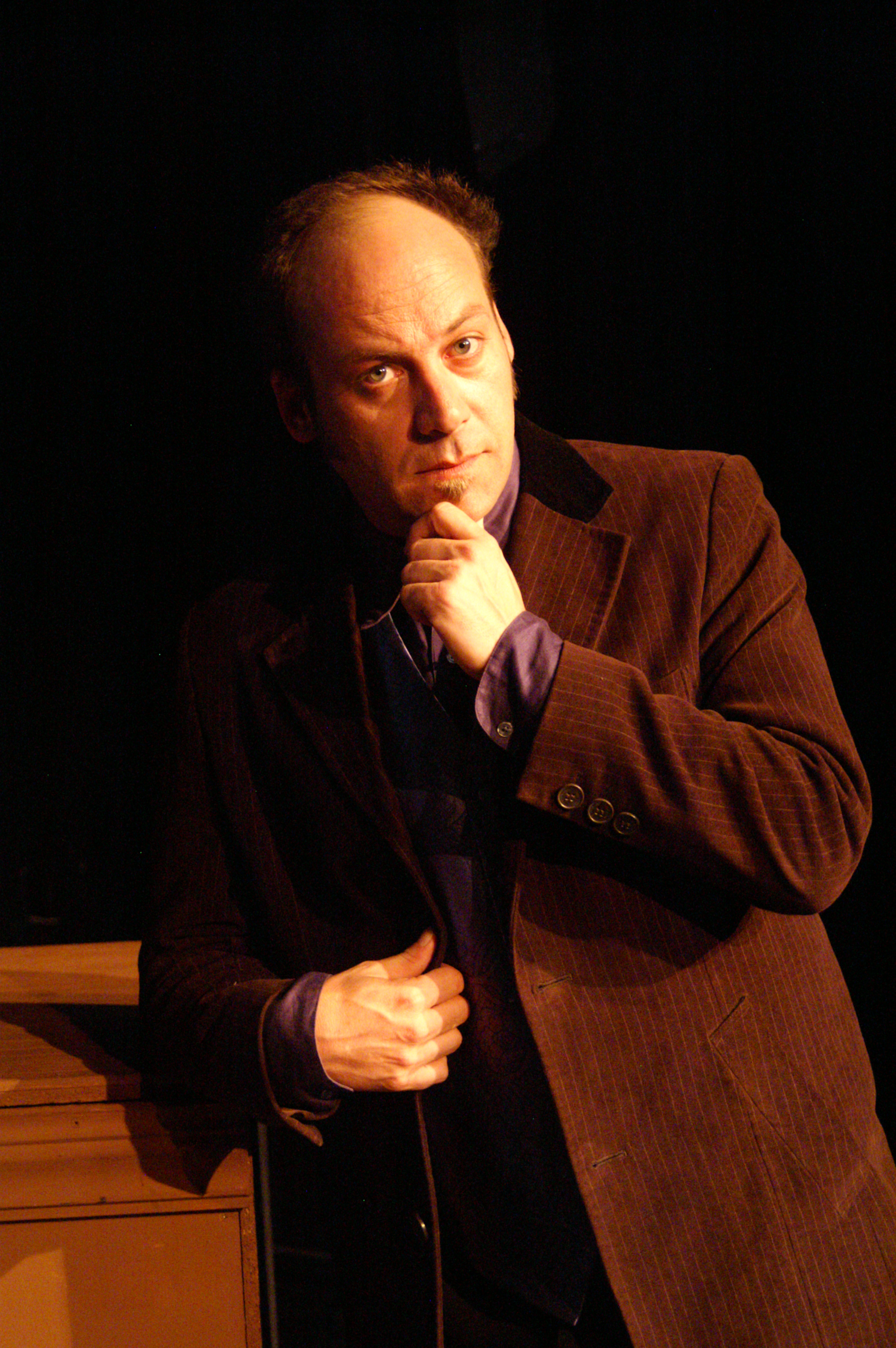
Jason McHugh

Jason McHugh (* 10. Oktober 1968) ist ein amerikanischer Fernsehproduzent und Schauspieler, am bekanntesten für seine Arbeit mit Trey Parker und Matt Stone. Er hat Cannibal! The Musical und Orgazmo produziert, spielte Frank Miller in Cannibal! The Musical und war Teil der Porno-Crew bei Orgazmo. Außerdem hat er gelegentlich einige Stimmen für South Park gesprochen.
Er hat Les Claypools Mockumentary Electric Apricot produziert und hat mit Matt Stone, dem Cannibal-Star Dian Bachar, und dem South-Park-Autor Kyle McCulloch gearbeitet.
2008 spielte er bei der Bühnenaufführung von Cannibal! The Musical bei drei Aufführungen im George Square Theatre in Edinburgh Mr. Mills.
Der South-Park-Charakter Jason basiert auf Jason McHugh.